# Сан-Джованні (станція метро)
41°53′07″ пн. ш. 12°30′34″ сх. д. / 41.88528° пн. ш. 12.50944° сх. д.
Сан-Джованні (італ. San Giovanni) - пересадочна станція (з 29 жовтня 2017) лінії А та лінії С Римського метрополітену. Відкрита 16 лютого 1980 році у першій черзі лінії А (від Ананьїна до Оттавіано).  Станція розташована під площею П'яццале Аппіо (італ. Piazzale Appio), на початку Віа Аппіа Нуова (італ. Via Appia Nuova), поруч із базилікою Сан-Джованні в Латерано, звідки і має свою назву.
Станція лінії А є станцією з двома окремими тунелями, в кожному з яких знаходиться окрема платформа.

## Пам'ятки
Поблизу станції розташовані:
- Латеранський палац
- Латеранська базиліка
- Санта-Кроче-ін-Джерусалемме
- Брама Сан-Джованні
- Ворота Асінарія

## Пересадки
- Автобуси: 16, 51, 77, 81, 85, 87, 117, 218, 360, 590, 665, 714, 792.
- Трамвай: 3.